# اروجولر (بورچکا)
اروجولر (به ترکی استانبولی: Örücüler) یک منطقهٔ مسکونی در ترکیه است که در بورچکا واقع شده‌است. اروجولر ۱۵۶ نفر جمعیت دارد.